# Ósumi (průliv)

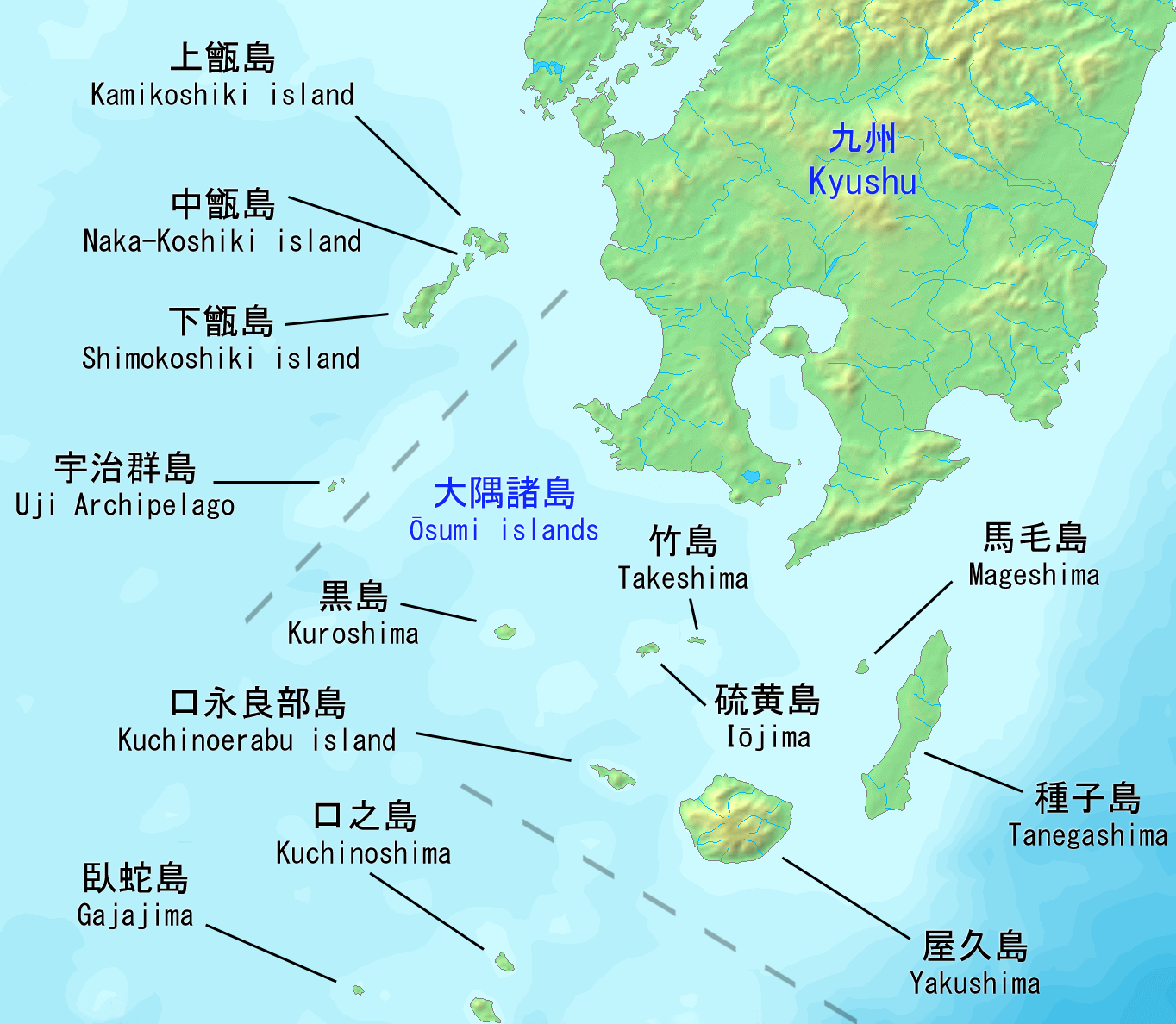
Ósumský průliv mezi jižním pobřežím Kjúšú a Ósumským souostrovím

Ósumi kaikjó (japonsky 大隈海峡) – doslova „kanál velkého rohu“ – je průliv u jižního pobřeží japonského ostrova Kjúšú. Odděluje poloostrov Ósumi na severu od ostrovů Ósumského souostroví na jihu. Na Západě bývá na některých mapách uváděn i jako Van Diemen Strait (~ Van Diemenova úžina).